# Pallone (vetreria)

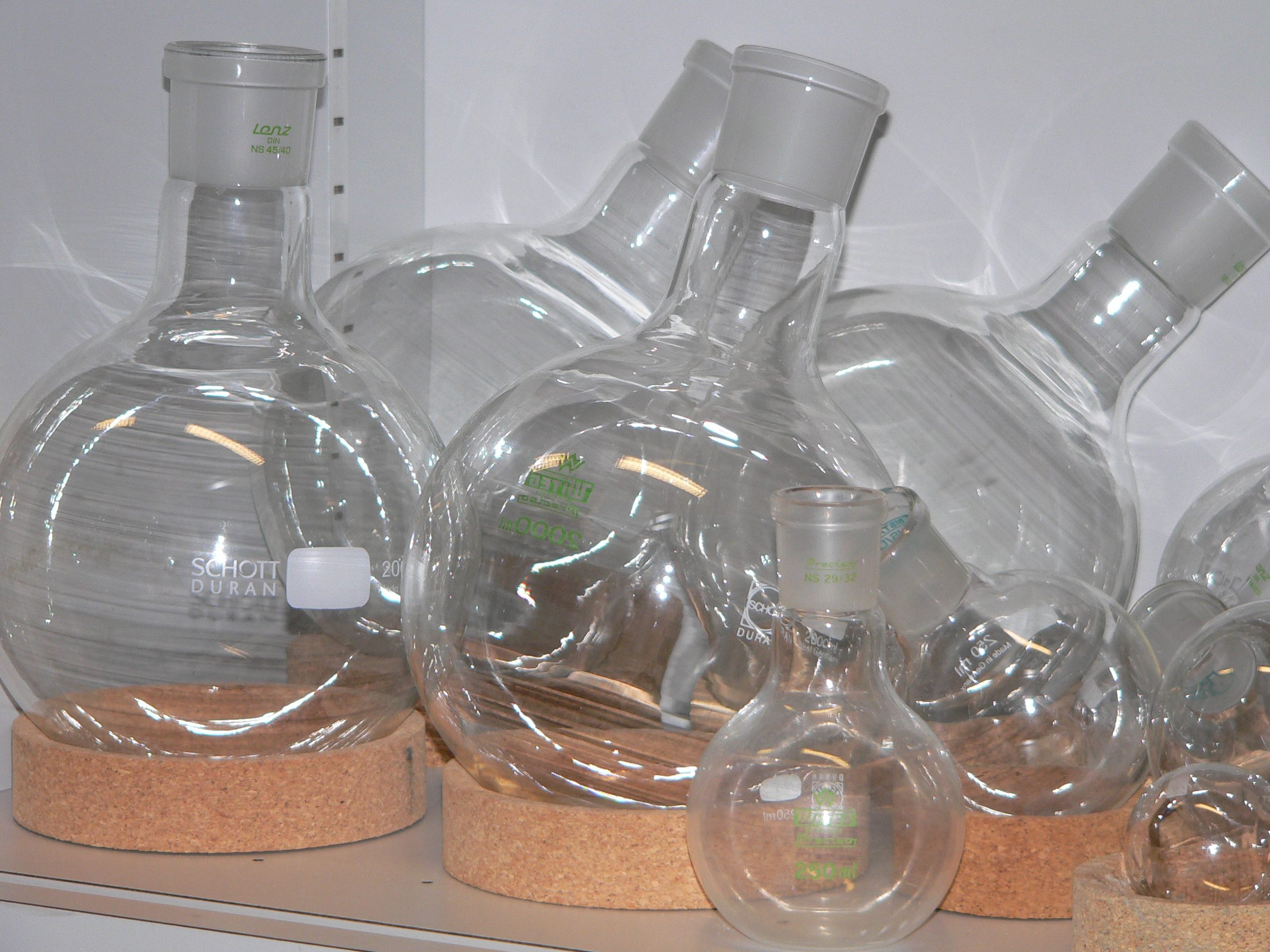
Palloni da laboratorio

Il pallone è un recipiente utilizzato in chimica per la distillazione e come contenitore in cui eseguire reazioni. Viene anche utilizzato in laboratorio per raccogliere sostanze allo stato gassoso, grazie alla sua forma che meglio sopporta la pressione.
Ha la base sferica ed il collo cilindrico, ed esistono palloni a più colli, comunemente da due o da tre. I più comuni sono in vetro chiaro e sono graduati. Le dimensioni, sia del collo che della base, possono variare. Il collo ha un diametro che va da 1 cm fino a 3 cm. La base può contenere da pochi ml fino a diversi litri.